# Campeonato de Primera División C 1976 (Argentina)
El Campeonato de Primera División C 1976 fue la cuadragésima segunda temporada del certamen de la tercera categoría del fútbol argentino. Se disputó entre el 13 de marzo y el 11 de diciembre de 1976.
Los nuevos participantes Tristán Suárez y Deportivo Merlo campeón y subcampeón de la Primera D 1975, respectivamente.
El certamen consagró campeón por primera vez a Deportivo Armenio, que obtuvo el primer ascenso. Por su parte, Argentino de Quilmes obtuvo el segundo ascenso tras finalizar como subcampeón.

## Ascensos y descensos
| Pos. | Ascendidos de la Primera C 1975 |
| ---- | ------------------------------- |
| 1º   | Villa Dálmine                   |
| 2º   | El Porvenir                     |

| Pos. | Ascendidos de la Primera D 1975 |
| ---- | ------------------------------- |
| 1º   | Tristán Suárez                  |
| 2º   | Deportivo Merlo                 |

## Formato
Los equipos fueron divididos en dos zonas y en cada una se enfrentaron bajo el sistema de todos contra todos a 2 ruedas. Los equipos que finalizaron en las primeras 5 posiciones de cada sección clasificaron a la Zona Campeonato y los restantes a la Zona Descenso.
En ambas zonas volvieron a jugar nuevamente todos contra todos a 2 ruedas.
En la Zona Campeonato los equipos que finalizaron en las dos primeras posiciones ascendieron a la Primera B, consagrándose campeón además el club que finalizó en la primera posición.
Mientras tanto, en la Zona Descenso los equipos que finalizaron en los dos últimos lugares perdieron la categoría.

## Equipos participantes
| Equipo               | Ciudad          | Estadio              |
| -------------------- | --------------- | -------------------- |
| Argentino de Quilmes | Quilmes         | Argentino de Quilmes |
| Argentino de Rosario | Rosario         | José Martín Olaeta   |
| Barracas Central     | Buenos Aires    | Olavarría y Luna     |
| Brown de Adrogué     | Adrogué         | Brown de Adrogué     |
| Colegiales           | Munro           | Malaver y Posadas    |
| Defensores Unidos    | Zárate          | Gigante de Villa Fox |
| Deportivo Armenio    | Buenos Aires    | No posee             |
| Deportivo Español    | Buenos Aires    | No posee             |
| Deportivo Merlo      | Merlo           | Huergo y Ramallo     |
| Deportivo Riestra    | Buenos Aires    | Riestra y Lacarra    |
| Excursionistas       | Buenos Aires    | Pampa y Miñones      |
| Fénix                | Buenos Aires    | Concepción Arenal    |
| Ferrocarril Midland  | Libertad        | Ciudad de Libertad   |
| J.J. Urquiza         | Caseros         | Kelsey y Bonifacini  |
| Liniers              | Buenos Aires    | No posee             |
| Luján                | Luján           | Municipal de Luján   |
| Tristán Suárez       | Tristán Suárez  | Moreno y Fariña      |
| Victoriano Arenas    | Valentín Alsina | Saturnino Moure      |
| Villa San Carlos     | Berisso         | Genacio Sálice       |

### Distribución geográfica de los equipos
| Región                                   | Cant. | Equipos |
| ---------------------------------------- | ----- | --- |
| Conurbano bonaerense                     | 8     | Argentino de Quilmes, Brown de Adrogué, Colegiales, Deportivo Merlo, Ferrocarril Midland, J.J Urquiza, Tristán Suárez y Victoriano Arenas |
| Ciudad de Buenos Aires                   | 7     | Barracas Central, Deportivo Armenio, Deportivo Español, Deportivo Riestra, Excursionistas, Fénix y Liniers                                |
| Interior de la provincia de Buenos Aires | 3     | Defensores Unidos, Luján y Villa San Carlos                                                                                               |
| Ciudad de Rosario                        | 1     | Argentino (R) |

## Tabla de posiciones

### Zona A
| Pos. | Equipo               | Pts. | PJ | PG | PE | PP | GF | GC | Dif. |
| ---- | -------------------- | ---- | -- | -- | -- | -- | -- | -- | ---- |
| 1.º  | Excursionistas       | 25   | 16 | 10 | 5  | 1  | 41 | 18 | 23   |
| 2.º  | Argentino de Rosario | 18   | 16 | 5  | 8  | 3  | 25 | 23 | 2    |
| 3.º  | Liniers              | 17   | 16 | 5  | 7  | 4  | 21 | 20 | 1    |
| 4.º  | J.J. Urquiza         | 17   | 16 | 5  | 7  | 4  | 20 | 20 | 0    |
| 5.º  | Deportivo Merlo      | 16   | 16 | 7  | 2  | 7  | 27 | 23 | 4    |
| 6.º  | Defensores Unidos    | 14   | 16 | 5  | 4  | 7  | 27 | 29 | −2   |
| 7.º  | Luján                | 14   | 16 | 4  | 6  | 6  | 20 | 28 | −8   |
| 8.º  | Ferrocarril Midland  | 12   | 16 | 2  | 8  | 6  | 20 | 32 | −12  |
| 9.º  | Colegiales           | 11   | 16 | 3  | 5  | 8  | 12 | 20 | −8   |

|  | Clasificó a la Zona Campeonato  |
|  | Debió disputar la Zona Descenso |

### Zona B
| Pos. | Equipo               | Pts. | PJ | PG | PE | PP | GF | GC | Dif. |
| ---- | -------------------- | ---- | -- | -- | -- | -- | -- | -- | ---- |
| 1.º  | Deportivo Español    | 26   | 18 | 10 | 6  | 2  | 31 | 15 | 16   |
| 2.º  | Deportivo Armenio    | 25   | 18 | 10 | 5  | 3  | 44 | 20 | 24   |
| 3.º  | Argentino de Quilmes | 22   | 18 | 8  | 6  | 4  | 27 | 19 | 8    |
| 4.º  | Barracas Central     | 21   | 18 | 7  | 7  | 4  | 32 | 23 | 9    |
| 5.º  | Fénix                | 17   | 18 | 6  | 5  | 7  | 18 | 24 | −6   |
| 6.º  | Victoriano Arenas    | 17   | 18 | 7  | 3  | 8  | 23 | 31 | −8   |
| 7.º  | Villa San Carlos     | 15   | 18 | 6  | 3  | 9  | 24 | 32 | −8   |
| 8.º  | Brown de Adrogué     | 13   | 18 | 4  | 5  | 9  | 31 | 38 | −7   |
| 9.º  | Deportivo Riestra    | 13   | 18 | 3  | 7  | 8  | 18 | 31 | −13  |
| 10.º | Tristán Suárez       | 11   | 18 | 2  | 7  | 9  | 14 | 29 | −15  |

|  | Clasificó a la Zona Campeonato                               |
|  | Disputó un desempate para determinar a qué zona clasificaría |
|  | Debió disputar la Zona Descenso                              |

#### Desempate por el 5to puesto
Fue disputado por Fénix y Victoriano Arenas, quienes habían finalizado igualados en el 5to lugar de la Zona B, para determina qué equipo clasificaría a la Zona Campeonato y cual quedaría relegado a disputar la Zona Descenso.
| Victoriano Arenas                                                                        | 2 - 2 (9 - 8) | Fénix | Juan Pasquale | 27 de julio |
| Victoriano Arenas clasificó a la Zona Campeonato. Fénix debió disputar la Zona Descenso. |               |       |               |             |

## Resultados

### Zona A
| Argentino de Rosario | 3 - 1 | Deportivo Merlo   | José Martín Olaeta | 13 de marzo |
| Liniers              | 4 - 3 | Luján             | Malaver y Posadas  | 13 de marzo |
| Ferrocarril Midland  | 3 - 1 | Defensores Unidos | Ciudad de Libertad | 13 de marzo |
| Excursionistas       | 1 - 0 | Colegiales        | Pampa y Miñones    | 13 de marzo |

| Colegiales        | 0 - 0 | Ferrocarril Midland  | Malaver y Posadas    | 20 de marzo |
| Defensores Unidos | 0 - 3 | Liniers              | Pampa y Miñones      | 20 de marzo |
| Luján             | 2 - 2 | Argentino de Rosario | Gigante de Villa Fox | 20 de marzo |
| Deportivo Merlo   | 1 - 0 | J.J. Urquiza         | Ciudad de Libertad   | 20 de marzo |

| J.J. Urquiza         | 3 - 2 | Luján             | Kelsey y Bonifacini | 27 de marzo |
| Argentino de Rosario | 1 - 1 | Defensores Unidos | José Martín Olaeta  | 27 de marzo |
| Liniers              | 1 - 1 | Colegiales        | Estudiantes (BA)    | 27 de marzo |
| Ferrocarril Midland  | 1 - 6 | Excursionistas    | Ciudad de Libertad  | 27 de marzo |

| Excursionistas    | 4 - 0 | Liniers              | Pampa y Miñones      | 3 de abril |
| Colegiales        | 0 - 1 | Argentino de Rosario | Malaver y Posadas    | 3 de abril |
| Defensores Unidos | 1 - 1 | J.J. Urquiza         | Gigante de Villa Fox | 3 de abril |
| Luján             | 1 - 0 | Deportivo Merlo      | Municipal de Luján   | 3 de abril |

| Deportivo Merlo      | 3 - 4 | Defensores Unidos   | Ingeniero Huergo y Ramallo | 10 de abril |
| J.J. Urquiza         | 2 - 0 | Colegiales          | Kelsey y Bonifacini        | 10 de abril |
| Argentino de Rosario | 3 - 3 | Excursionistas      | José Martín Olaeta         | 10 de abril |
| Liniers              | 2 - 2 | Ferrocarril Midland | Pampa y Miñones            | 10 de abril |

| Ferrocarril Midland | 1 - 1 | Argentino de Rosario | Ciudad de Libertad   | 17 de abril |
| Colegiales          | 1 - 1 | Deportivo Merlo      | Malaver y Posadas    | 17 de abril |
| Excursionistas      | 3 - 0 | J.J. Urquiza         | Pampa y Miñones      | 2 de mayo   |
| Defensores Unidos   | 0 - 0 | Luján                | Gigante de Villa Fox | 2 de mayo   |

| Luján                | 0 - 0 | Colegiales          | Municipal de Luján         | 24 de abril |
| Deportivo Merlo      | 1 - 2 | Excursionistas      | Ingeniero Huergo y Ramallo | 24 de abril |
| J.J. Urquiza         | 0 - 0 | Ferrocarril Midland | Kelsey y Bonifacini        | 24 de abril |
| Argentino de Rosario | 1 - 1 | Liniers             | Paraná (San Nicolás)       | 24 de abril |

| Liniers             | 1 - 3 | J.J. Urquiza      | Guido y Spano      | 8 de mayo |
| Ferrocarril Midland | 2 - 3 | Deportivo Merlo   | Ciudad de Libertad | 8 de mayo |
| Excursionistas      | 1 - 1 | Luján             | Pampa y Miñones    | 8 de mayo |
| Colegiales          | 2 - 0 | Defensores Unidos | Malaver y Posadas  | 8 de mayo |

| Defensores Unidos | 2 - 3 | Excursionistas       | Gigante de Villa Fox       | 15 de mayo |
| Luján             | 1 - 0 | Ferrocarril Midland  | Municipal de Luján         | 15 de mayo |
| Deportivo Merlo   | 1 - 0 | Liniers              | Ingeniero Huergo y Ramallo | 15 de mayo |
| J.J. Urquiza      | 1 - 1 | Argentino de Rosario | Kelsey y Bonifacini        | 15 de mayo |

| Deportivo Merlo   | 2 - 0 | Argentino de Rosario | Ingeniero Huergo y Ramallo | 22 de mayo |
| Luján             | 0 - 0 | Liniers              | Municipal de Luján         | 22 de mayo |
| Defensores Unidos | 3 - 1 | Ferrocarril Midland  | Gigante de Villa Fox       | 22 de mayo |
| Colegiales        | 0 - 1 | Excursionistas       | Malaver y Posadas          | 22 de mayo |

| Ferrocarril Midland  | 1 - 1 | Colegiales        | Ciudad de Libertad  | 29 de mayo |
| Liniers              | 5 - 2 | Defensores Unidos | Pampa y Miñones     | 29 de mayo |
| Argentino de Rosario | 3 - 0 | Luján             | José Martín Olaeta  | 29 de mayo |
| J.J. Urquiza         | 1 - 0 | Deportivo Merlo   | Kelsey y Bonifacini | 29 de mayo |

| Luján             | 2 - 2 | J.J. Urquiza         | Municipal de Luján   | 8 de junio |
| Defensores Unidos | 4 - 0 | Argentino de Rosario | Gigante de Villa Fox | 8 de junio |
| Colegiales        | 1 - 0 | Liniers              | Malaver y Posadas    | 8 de junio |
| Excursionistas    | 6 - 1 | Ferrocarril Midland  | Pampa y Miñones      | 8 de junio |

| Liniers              | 0 - 0 | Excursionistas    | Malaver y Posadas          | 12 de junio |
| Argentino de Rosario | 4 - 2 | Colegiales        | José Martín Olaeta         | 12 de junio |
| J.J. Urquiza         | 1 - 0 | Defensores Unidos | Kelsey y Bonifacini        | 12 de junio |
| Deportivo Merlo      | 5 - 1 | Luján             | Ingeniero Huergo y Ramallo | 12 de junio |

| Defensores Unidos   | 2 - 2 | Deportivo Merlo      | Gigante de Villa Fox | 19 de junio |
| Colegiales          | 3 - 1 | J.J. Urquiza         | Malaver y Posadas    | 19 de junio |
| Excursionistas      | 1 - 1 | Argentino de Rosario | Pampa y Miñones      | 19 de junio |
| Ferrocarril Midland | 1 - 1 | Liniers              | Ciudad de Libertad   | 19 de junio |

| Argentino de Rosario | 1 - 1 | Ferrocarril Midland | José Martín Olaeta         | 26 de junio |
| J.J. Urquiza         | 1 - 1 | Excursionistas      | Kelsey y Bonifacini        | 26 de junio |
| Deportivo Merlo      | 2 - 1 | Colegiales          | Ingeniero Huergo y Ramallo | 26 de junio |
| Luján                | 0 - 2 | Defensores Unidos   | Municipal de Luján         | 26 de junio |

| Colegiales          | 0 - 3 | Luján                | Malaver y Posadas  | 3 de julio |
| Excursionistas      | 4 - 2 | Deportivo Merlo      | Pampa y Miñones    | 3 de julio |
| Ferrocarril Midland | 1 - 1 | J.J. Urquiza         | Ciudad de Libertad | 3 de julio |
| Liniers             | 1 - 0 | Argentino de Rosario | Francisco Urbano   | 3 de julio |

| J.J. Urquiza      | 1 - 1 | Liniers             | Kelsey y Bonifacini        | 10 de julio |
| Deportivo Merlo   | 3 - 0 | Ferrocarril Midland | Ingeniero Huergo y Ramallo | 10 de julio |
| Luján             | 2 - 1 | Excursionistas      | Municipal de Luján         | 10 de julio |
| Defensores Unidos | 2 - 0 | Colegiales          | Gigante de Villa Fox       | 10 de julio |

| Excursionistas       | 4 - 3 | Defensores Unidos | Pampa y Miñones     | 27 de julio |
| Ferrocarril Midland  | 5 - 2 | Luján             | Ciudad de Libertad  | 27 de julio |
| Liniers              | 1 - 0 | Deportivo Merlo   | Kelsey y Bonifacini | 27 de julio |
| Argentino de Rosario | 3 - 2 | J.J. Urquiza      | José Martín Olaeta  | 27 de julio |

### Zona B
| Deportivo Español    | 0 - 0 | Deportivo Riestra | Olavarría y Luna     | 13 de marzo |
| Tristán Suárez       | 0 - 0 | Deportivo Armenio | Moreno y Fariña      | 13 de marzo |
| Argentino de Quilmes | 4 - 3 | Barracas Central  | Argentino de Quilmes | 13 de marzo |
| Victoriano Arenas    | 0 - 2 | Villa San Carlos  | Saturnino Moure      | 13 de marzo |
| Fénix                | 3 - 2 | Brown de Adrogué  | Concepción Arenal    | 13 de marzo |

| Fénix             | 2 - 2 | Tristán Suárez       | Concepción Arenal | 20 de marzo |
| Brown de Adrogué  | 2 - 2 | Argentino de Quilmes | Brown de Adrogué  | 20 de marzo |
| Barracas Central  | 7 - 2 | Victoriano Arenas    | Olavarría y Luna  | 20 de marzo |
| Villa San Carlos  | 0 - 1 | Deportivo Español    | Genacio Sálice    | 20 de marzo |
| Deportivo Riestra | 0 - 4 | Deportivo Armenio    | Saturnino Moure   | 20 de marzo |

| Tristán Suárez       | 1 - 1 | Deportivo Riestra | Moreno y Fariña      | 27 de marzo |
| Deportivo Armenio    | 7 - 1 | Villa San Carlos  | Juan Pasquale        | 27 de marzo |
| Deportivo Español    | 2 - 2 | Barracas Central  | Olavarría y Luna     | 27 de marzo |
| Victoriano Arenas    | 2 - 0 | Brown de Adrogué  | Saturnino Moure      | 27 de marzo |
| Argentino de Quilmes | 1 - 0 | Fénix             | Argentino de Quilmes | 27 de marzo |

| Argentino de Quilmes | 5 - 2 | Tristán Suárez    | Argentino de Quilmes | 3 de abril |
| Fénix                | 2 - 0 | Victoriano Arenas | Concepción Arenal    | 3 de abril |
| Brown de Adrogué     | 0 - 0 | Deportivo Español | Brown de Adrogué     | 3 de abril |
| Barracas Central     | 2 - 2 | Deportivo Armenio | Olavarría y Luna     | 3 de abril |
| Villa San Carlos     | 7 - 2 | Deportivo Riestra | Genacio Sálice       | 3 de abril |

| Tristán Suárez    | 1 - 2 | Villa San Carlos     | Moreno y Fariña  | 10 de abril |
| Deportivo Riestra | 0 - 0 | Barracas Central     | Brown de Adrogué | 10 de abril |
| Deportivo Armenio | 4 - 1 | Brown de Adrogué     | Juan Pasquale    | 10 de abril |
| Deportivo Español | 1 - 0 | Fénix                | Olavarría y Luna | 10 de abril |
| Victoriano Arenas | 2 - 1 | Argentino de Quilmes | Saturnino Moure  | 10 de abril |

| Victoriano Arenas    | 0 - 0 | Tristán Suárez    | Saturnino Moure      | 17 de abril |
| Argentino de Quilmes | 0 - 0 | Deportivo Español | Argentino de Quilmes | 17 de abril |
| Fénix                | 1 - 1 | Deportivo Armenio | Concepción Arenal    | 17 de abril |
| Brown de Adrogué     | 2 - 3 | Deportivo Riestra | Brown de Adrogué     | 17 de abril |
| Barracas Central     | 2 - 1 | Villa San Carlos  | Olavarría y Luna     | 17 de abril |

| Tristán Suárez    | 0 - 0 | Barracas Central     | Moreno y Fariña  | 24 de abril |
| Villa San Carlos  | 2 - 1 | Brown de Adrogué     | Genacio Sálice   | 24 de abril |
| Deportivo Riestra | 1 - 1 | Fénix                | Brown de Adrogué | 24 de abril |
| Deportivo Armenio | 1 - 1 | Argentino de Quilmes | Pampa y Miñones  | 24 de abril |
| Deportivo Español | 3 - 0 | Victoriano Arenas    | Olavarría y Luna | 24 de abril |

| Deportivo Español    | 1 - 0 | Tristán Suárez    | Olavarría y Luna     | 8 de mayo |
| Victoriano Arenas    | 0 - 2 | Deportivo Armenio | Saturnino Moure      | 8 de mayo |
| Argentino de Quilmes | 0 - 0 | Deportivo Riestra | Argentino de Quilmes | 8 de mayo |
| Fénix                | 1 - 1 | Villa San Carlos  | Concepción Arenal    | 8 de mayo |
| Brown de Adrogué     | 1 - 1 | Barracas Central  | Brown de Adrogué     | 8 de mayo |

| Tristán Suárez    | 2 - 3 | Brown de Adrogué     | Moreno y Fariña   | 15 de mayo |
| Barracas Central  | 2 - 1 | Fénix                | Olavarría y Luna  | 15 de mayo |
| Villa San Carlos  | 1 - 3 | Argentino de Quilmes | Genacio Sálice    | 15 de mayo |
| Deportivo Riestra | 3 - 3 | Victoriano Arenas    | Riestra y Lacarra | 15 de mayo |
| Deportivo Armenio | 2 - 2 | Deportivo Español    | Juan Pasquale     | 15 de mayo |

| Deportivo Riestra | 1 - 1 | Deportivo Español    | Tomás Adolfo Ducó | 22 de mayo |
| Deportivo Armenio | 5 - 1 | Tristán Suárez       | Pampa y Miñones   | 22 de mayo |
| Barracas Central  | 0 - 0 | Argentino de Quilmes | Olavarría y Luna  | 22 de mayo |
| Villa San Carlos  | 0 - 0 | Victoriano Arenas    | Genacio Sálice    | 22 de mayo |
| Brown de Adrogué  | 5 - 0 | Fénix                | Brown de Adrogué  | 22 de mayo |

| Tristán Suárez       | 1 - 1 | Fénix             | Moreno y Fariña      | 29 de mayo |
| Argentino de Quilmes | 2 - 0 | Brown de Adrogué  | Argentino de Quilmes | 29 de mayo |
| Victoriano Arenas    | 2 - 0 | Barracas Central  | Saturnino Moure      | 29 de mayo |
| Deportivo Español    | 4 - 1 | Villa San Carlos  | Olavarría y Luna     | 29 de mayo |
| Deportivo Armenio    | 4 - 1 | Deportivo Riestra | Juan Pasquale        | 29 de mayo |

| Deportivo Riestra | 0 - 1 | Tristán Suárez       | Riestra y Lacarra | 8 de junio |
| Villa San Carlos  | 0 - 1 | Deportivo Armenio    | Genacio Sálice    | 8 de junio |
| Barracas Central  | 3 - 1 | Deportivo Español    | Olavarría y Luna  | 8 de junio |
| Brown de Adrogué  | 4 - 2 | Victoriano Arenas    | Brown de Adrogué  | 8 de junio |
| Fénix             | 1 - 0 | Argentino de Quilmes | Concepción Arenal | 8 de junio |

| Tristán Suárez    | 0 - 0 | Argentino de Quilmes | Moreno y Fariña  | 12 de junio |
| Victoriano Arenas | 2 - 0 | Fénix                | Saturnino Moure  | 12 de junio |
| Deportivo Español | 4 - 1 | Brown de Adrogué     | Olavarría y Luna | 12 de junio |
| Deportivo Armenio | 1 - 2 | Barracas Central     | Juan Pasquale    | 12 de junio |
| Deportivo Riestra | 0 - 1 | Villa San Carlos     | Pampa y Miñones  | 12 de junio |

| Villa San Carlos     | 1 - 2 | Tristán Suárez    | Genacio Sálice       | 19 de junio |
| Barracas Central     | 2 - 0 | Deportivo Riestra | Olavarría y Luna     | 19 de junio |
| Brown de Adrogué     | 2 - 3 | Deportivo Armenio | Brown de Adrogué     | 19 de junio |
| Fénix                | 0 - 2 | Deportivo Español | Concepción Arenal    | 19 de junio |
| Argentino de Quilmes | 2 - 0 | Victoriano Arenas | Argentino de Quilmes | 19 de junio |

| Tristán Suárez    | 0 - 1 | Victoriano Arenas    | Moreno y Fariña   | 26 de junio |
| Deportivo Español | 4 - 2 | Argentino de Quilmes | Olavarría y Luna  | 26 de junio |
| Deportivo Armenio | 3 - 0 | Fénix                | Juan Pasquale     | 26 de junio |
| Deportivo Riestra | 4 - 1 | Brown de Adrogué     | Riestra y Lacarra | 26 de junio |
| Villa San Carlos  | 2 - 1 | Barracas Central     | Genacio Sálice    | 26 de junio |

| Barracas Central     | 2 - 0 | Tristán Suárez    | Olavarría y Luna     | 3 de julio |
| Brown de Adrogué     | 1 - 1 | Villa San Carlos  | Brown de Adrogué     | 3 de julio |
| Fénix                | 1 - 0 | Deportivo Riestra | Concepción Arenal    | 3 de julio |
| Argentino de Quilmes | 2 - 1 | Deportivo Armenio | Argentino de Quilmes | 3 de julio |
| Victoriano Arenas    | 1 - 2 | Deportivo Español | Saturnino Moure      | 3 de julio |

| Tristán Suárez    | 1 - 3 | Deportivo Español    | Moreno y Fariña         | 10 de julio |
| Deportivo Armenio | 2 - 4 | Victoriano Arenas    | Juan Pasquale           | 10 de julio |
| Deportivo Riestra | 1 - 0 | Argentino de Quilmes | Riestra y Lacarra       | 10 de julio |
| Villa San Carlos  | 0 - 3 | Fénix                | Gimnasia y Esgrima (LP) | 10 de julio |
| Barracas Central  | 3 - 3 | Brown de Adrogué     | Olavarría y Luna        | 10 de julio |

| Brown de Adrogué     | 2 - 0 | Tristán Suárez    | Brown de Adrogué     | 17 de julio |
| Fénix                | 1 - 0 | Barracas Central  | Concepción Arenal    | 17 de julio |
| Argentino de Quilmes | 2 - 1 | Villa San Carlos  | Argentino de Quilmes | 17 de julio |
| Victoriano Arenas    | 2 - 1 | Deportivo Riestra | Saturnino Moure      | 17 de julio |
| Deportivo Español    | 0 - 1 | Deportivo Armenio | Olavarría y Luna     | 17 de julio |

## Zona Campeonato

### Tabla de posiciones
| Pos. | Equipo               | Pts. | PJ | PG | PE | PP | GF | GC | Dif. |
| ---- | -------------------- | ---- | -- | -- | -- | -- | -- | -- | ---- |
| 1.º  | Deportivo Armenio    | 31   | 18 | 14 | 3  | 1  | 44 | 11 | 33   |
| 2.º  | Argentino de Quilmes | 26   | 18 | 10 | 6  | 2  | 44 | 15 | 29   |
| 3.º  | Excursionistas       | 26   | 18 | 11 | 4  | 3  | 22 | 14 | 8    |
| 4.º  | Argentino de Rosario | 23   | 18 | 10 | 3  | 5  | 24 | 18 | 6    |
| 5.º  | Deportivo Merlo      | 19   | 18 | 6  | 7  | 5  | 28 | 28 | 0    |
| 6.º  | Deportivo Español    | 18   | 18 | 7  | 4  | 7  | 36 | 31 | 5    |
| 7.º  | Barracas Central     | 14   | 18 | 4  | 6  | 8  | 25 | 30 | −5   |
| 8.º  | J.J. Urquiza         | 12   | 18 | 4  | 4  | 10 | 18 | 33 | −15  |
| 9.º  | Victoriano Arenas    | 6    | 18 | 2  | 2  | 14 | 20 | 47 | −27  |
| 10.º | Liniers              | 5    | 18 | 1  | 3  | 14 | 17 | 51 | −34  |

|  | Se consagró campeón y ascendió a la Primera B           |
|  | Disputó un desempate para determinar el segundo ascenso |

### Desempate por el segundo ascenso
| Argentino de Quilmes                                                       | 3 - 1 (t.s.) | Excursionistas | El Gasómetro | 11 de diciembre |
| Argentino de Quilmes finalizó como subcampeón y obtuvo el segundo ascenso. |              |                |              |                 |

### Resultados
| Argentino de Quilmes | 0 - 0 | Barracas Central  | Argentino de Quilmes | 31 de julio |
| Excursionistas       | 0 - 0 | Deportivo Merlo   | Pampa y Miñones      | 31 de julio |
| Victoriano Arenas    | 2 - 1 | Liniers           | Saturnino Moure      | 31 de julio |
| Argentino de Rosario | 0 - 1 | Deportivo Armenio | José Martín Olaeta   | 31 de julio |
| Deportivo Español    | 2 - 1 | J.J. Urquiza      | Olavarría y Luna     | 31 de julio |

| Deportivo Español | 3 - 4 | Argentino de Quilmes | El Gasómetro        | 7 de agosto |
| J.J. Urquiza      | 3 - 3 | Argentino de Rosario | Kelsey y Bonifacini | 7 de agosto |
| Deportivo Armenio | 6 - 1 | Victoriano Arenas    | Juan Pasquale       | 7 de agosto |
| Liniers           | 1 - 2 | Excursionistas       | Ciudad de Libertad  | 7 de agosto |
| Deportivo Merlo   | 2 - 2 | Barracas Central     | Huergo y Ramallo    | 7 de agosto |

| Argentino de Quilmes | 1 - 1 | Deportivo Merlo   | Argentino de Quilmes | 14 de agosto |
| Barracas Central     | 5 - 1 | Liniers           | Olavarría y Luna     | 14 de agosto |
| Excursionistas       | 0 - 1 | Deportivo Armenio | Pampa y Miñones      | 14 de agosto |
| Victoriano Arenas    | 1 - 2 | J.J. Urquiza      | Saturnino Moure      | 14 de agosto |
| Argentino de Rosario | 1 - 0 | Deportivo Español | José Martín Olaeta   | 14 de agosto |

| Argentino de Rosario | 1 - 0 | Argentino de Quilmes | José Martín Olaeta  | 21 de agosto |
| Deportivo Español    | 4 - 1 | Victoriano Arenas    | Olavarría y Luna    | 21 de agosto |
| J.J. Urquiza         | 0 - 1 | Excursionistas       | Kelsey y Bonifacini | 21 de agosto |
| Deportivo Armenio    | 1 - 1 | Barracas Central     | Juan Pasquale       | 21 de agosto |
| Liniers              | 1 - 2 | Deportivo Merlo      | Ciudad de Libertad  | 21 de agosto |

| Argentino de Quilmes | 8 - 0 | Liniers              | Argentino de Quilmes | 28 de agosto |
| Deportivo Merlo      | 2 - 2 | Deportivo Armenio    | Huergo y Ramallo     | 28 de agosto |
| Barracas Central     | 2 - 0 | J.J. Urquiza         | Olavarría y Luna     | 28 de agosto |
| Excursionistas       | 1 - 0 | Deportivo Español    | Pampa y Miñones      | 28 de agosto |
| Victoriano Arenas    | 1 - 2 | Argentino de Rosario | Saturnino Moure      | 28 de agosto |

| Victoriano Arenas    | 1 - 3 | Argentino de Quilmes | Saturnino Moure     | 4 de septiembre |
| Argentino de Rosario | 0 - 1 | Excursionistas       | José Martín Olaeta  | 4 de septiembre |
| Deportivo Español    | 3 - 2 | Barracas Central     | Timote y Castro     | 4 de septiembre |
| J.J. Urquiza         | 0 - 0 | Deportivo Merlo      | Kelsey y Bonifacini | 4 de septiembre |
| Deportivo Armenio    | 3 - 0 | Liniers              | Juan Pasquale       | 4 de septiembre |

| Argentino de Quilmes | 1 - 2 | Deportivo Armenio    | Argentino de Quilmes | 11 de septiembre |
| Liniers              | 0 - 3 | J.J. Urquiza         | Tres de Febrero      | 11 de septiembre |
| Deportivo Merlo      | 1 - 3 | Deportivo Español    | Huergo y Ramallo     | 11 de septiembre |
| Barracas Central     | 1 - 2 | Argentino de Rosario | Olavarría y Luna     | 11 de septiembre |
| Excursionistas       | 2 - 1 | Victoriano Arenas    | Pampa y Miñones      | 11 de septiembre |

| Excursionistas       | 2 - 2 | Argentino de Quilmes | Pampa y Miñones     | 18 de septiembre |
| Victoriano Arenas    | 2 - 1 | Barracas Central     | Saturnino Moure     | 18 de septiembre |
| Argentino de Rosario | 1 - 0 | Deportivo Merlo      | José Martín Olaeta  | 18 de septiembre |
| Deportivo Español    | 2 - 2 | Liniers              | Olavarría y Luna    | 18 de septiembre |
| J.J. Urquiza         | 0 - 1 | Deportivo Armenio    | Kelsey y Bonifacini | 18 de septiembre |

| Argentino de Quilmes | 5 - 0 | J.J. Urquiza         | Argentino de Quilmes | 25 de septiembre |
| Deportivo Armenio    | 2 - 2 | Deportivo Español    | Juan Pasquale        | 25 de septiembre |
| Liniers              | 1 - 2 | Argentino de Rosario | Tres de Febrero      | 25 de septiembre |
| Deportivo Merlo      | 2 - 0 | Victoriano Arenas    | Huergo y Ramallo     | 25 de septiembre |
| Barracas Central     | 0 - 1 | Excursionistas       | Olavarría y Luna     | 25 de septiembre |

| Barracas Central  | 1 - 1 | Argentino de Quilmes | Olavarría y Luna    | 2 de octubre |
| Deportivo Merlo   | 2 - 2 | Excursionistas       | Huergo y Ramallo    | 2 de octubre |
| Liniers           | 4 - 4 | Victoriano Arenas    | Pampa y Miñones     | 2 de octubre |
| Deportivo Armenio | 2 - 0 | Argentino de Rosario | Chacarita Juniors   | 2 de octubre |
| J.J. Urquiza      | 1 - 1 | Deportivo Español    | Kelsey y Bonifacini | 2 de octubre |

| Argentino de Quilmes | 7 - 1 | Deportivo Español | Argentino de Quilmes | 9 de octubre |
| Argentino de Rosario | 2 - 0 | J.J. Urquiza      | José Martín Olaeta   | 9 de octubre |
| Victoriano Arenas    | 0 - 3 | Deportivo Armenio | Saturnino Moure      | 9 de octubre |
| Excursionistas       | 1 - 0 | Liniers           | Pampa y Miñones      | 9 de octubre |
| Barracas Central     | 4 - 2 | Deportivo Merlo   | Olavarría y Luna     | 9 de octubre |

| Deportivo Merlo   | 0 - 0 | Argentino de Quilmes | Huergo y Ramallo    | 16 de octubre |
| Liniers           | 0 - 0 | Barracas Central     | Concepción Arenal   | 16 de octubre |
| Deportivo Armenio | 2 - 1 | Excursionistas       | Chacarita Juniors   | 16 de octubre |
| J.J. Urquiza      | 2 - 0 | Victoriano Arenas    | Kelsey y Bonifacini | 16 de octubre |
| Deportivo Español | 3 - 0 | Argentino de Rosario | Olavarría y Luna    | 16 de octubre |

| Argentino de Quilmes | 1 - 1 | Argentino de Rosario | Argentino de Quilmes | 23 de octubre |
| Victoriano Arenas    | 2 - 2 | Deportivo Español    | Saturnino Moure      | 23 de octubre |
| Excursionistas       | 2 - 0 | J.J. Urquiza         | Pampa y Miñones      | 23 de octubre |
| Barracas Central     | 0 - 6 | Deportivo Armenio    | Olavarría y Luna     | 23 de octubre |
| Deportivo Merlo      | 1 - 4 | Liniers              | Huergo y Ramallo     | 23 de octubre |

| Liniers              | 0 - 1 | Argentino de Quilmes | Francisco Urbano    | 6 de noviembre |
| Deportivo Armenio    | 6 - 1 | Deportivo Merlo      | Chacarita Juniors   | 6 de noviembre |
| J.J. Urquiza         | 1 - 1 | Barracas Central     | Kelsey y Bonifacini | 6 de noviembre |
| Deportivo Español    | 1 - 2 | Excursionistas       | Olavarría y Luna    | 6 de noviembre |
| Argentino de Rosario | 2 - 0 | Victoriano Arenas    | José Martín Olaeta  | 6 de noviembre |

| Argentino de Quilmes | 2 - 1 | Victoriano Arenas    | Argentino de Quilmes | 13 de noviembre |
| Excursionistas       | 0 - 0 | Argentino de Rosario | Pampa y Miñones      | 13 de noviembre |
| Barracas Central     | 1 - 2 | Deportivo Español    | Olavarría y Luna     | 13 de noviembre |
| Deportivo Merlo      | 3 - 0 | J.J. Urquiza         | Huergo y Ramallo     | 13 de noviembre |
| Liniers              | 0 - 2 | Deportivo Armenio    | Estudiantes (BA)     | 13 de noviembre |

| Deportivo Armenio    | 0 - 1 | Argentino de Quilmes | Chacarita Juniors   | 20 de noviembre |
| J.J. Urquiza         | 4 - 2 | Liniers              | Kelsey y Bonifacini | 20 de noviembre |
| Deportivo Español    | 0 - 2 | Deportivo Merlo      | Olavarría y Luna    | 20 de noviembre |
| Argentino de Rosario | 4 - 0 | Barracas Central     | Arroyito            | 20 de noviembre |
| Victoriano Arenas    | 1 - 2 | Excursionistas       | Saturnino Moure     | 20 de noviembre |

| Argentino de Quilmes | 3 - 1 | Excursionistas       | Argentino de Quilmes | 27 de noviembre |
| Barracas Central     | 4 - 1 | Victoriano Arenas    | Olavarría y Luna     | 27 de noviembre |
| Deportivo Merlo      | 4 - 1 | Argentino de Rosario | Huergo y Ramallo     | 27 de noviembre |
| Liniers              | 0 - 7 | Deportivo Español    | Estudiantes (BA)     | 27 de noviembre |
| Deportivo Armenio    | 3 - 1 | J.J. Urquiza         | Juan Pasquale        | 27 de noviembre |

| J.J. Urquiza         | 0 - 4 | Argentino de Quilmes | Kelsey y Bonifacini | 4 de diciembre |
| Deportivo Español    | 0 - 1 | Deportivo Armenio    | Olavarría y Luna    | 4 de diciembre |
| Argentino de Rosario | 2 - 0 | Liniers              | José Martín Olaeta  | 4 de diciembre |
| Victoriano Arenas    | 1 - 3 | Deportivo Merlo      | Saturnino Moure     | 4 de diciembre |
| Excursionistas       | 1 - 0 | Barracas Central     | Pampa y Miñones     | 4 de diciembre |

## Zona Descenso

### Tabla de posiciones
| Pos. | Equipo              | Pts. | PJ | PG | PE | PP | GF | GC | Dif. |
| ---- | ------------------- | ---- | -- | -- | -- | -- | -- | -- | ---- |
| 1.º  | Defensores Unidos   | 19   | 16 | 8  | 3  | 5  | 25 | 24 | 1    |
| 2.º  | Fénix               | 18   | 16 | 6  | 6  | 4  | 25 | 16 | 9    |
| 3.º  | Tristán Suárez      | 18   | 16 | 7  | 4  | 5  | 23 | 16 | 7    |
| 4.º  | Deportivo Riestra   | 18   | 16 | 7  | 4  | 5  | 30 | 28 | 2    |
| 5.º  | Colegiales          | 17   | 16 | 6  | 5  | 5  | 16 | 13 | 3    |
| 6.º  | Luján               | 17   | 16 | 5  | 7  | 4  | 24 | 26 | −2   |
| 7.º  | Villa San Carlos    | 15   | 16 | 5  | 5  | 6  | 22 | 22 | 0    |
| 8.º  | Brown de Adrogué    | 14   | 16 | 4  | 6  | 6  | 18 | 21 | −3   |
| 9.º  | Ferrocarril Midland | 8    | 16 | 2  | 4  | 10 | 15 | 32 | −17  |

|  | Descendió a la Primera D |

### Resultados
| Tristán Suárez      | 1 - 0 | Villa San Carlos  | Moreno y Fariña    | 31 de julio |
| Fénix               | 2 - 0 | Defensores Unidos | Concepción Arenal  | 31 de julio |
| Ferrocarril Midland | 1 - 1 | Brown de Adrogué  | Ciudad de Libertad | 31 de julio |
| Deportivo Riestra   | 4 - 3 | Luján             | Enrique De Roberts | 31 de julio |

| Luján             | 2 - 1 | Ferrocarril Midland | Municipal de Luján      | 7 de agosto |
| Brown de Adrogué  | 2 - 0 | Fénix               | Brown de Adrogué        | 7 de agosto |
| Defensores Unidos | 0 - 1 | Tristán Suárez      | Gigante de Villa Fox    | 7 de agosto |
| Villa San Carlos  | 1 - 0 | Colegiales          | Gimnasia y Esgrima (LP) | 7 de agosto |

| Colegiales          | 1 - 1 | Defensores Unidos | Malaver y Posadas  | 14 de agosto |
| Tristán Suárez      | 0 - 0 | Brown de Adrogué  | Moreno y Fariña    | 14 de agosto |
| Fénix               | 1 - 1 | Luján             | Concepción Arenal  | 14 de agosto |
| Ferrocarril Midland | 2 - 2 | Deportivo Riestra | Ciudad de Libertad | 14 de agosto |

| Deportivo Riestra | 1 - 1 | Fénix            | Riestra y Lacarra    | 21 de agosto |
| Luján             | 1 - 1 | Tristán Suárez   | Municipal de Luján   | 21 de agosto |
| Brown de Adrogué  | 0 - 0 | Colegiales       | Brown de Adrogué     | 21 de agosto |
| Defensores Unidos | 2 - 0 | Villa San Carlos | Gigante de Villa Fox | 21 de agosto |

| Villa San Carlos | 1 - 1 | Brown de Adrogué    | Genacio Sálice    | 28 de agosto |
| Colegiales       | 1 - 0 | Luján               | Malaver y Posadas | 28 de agosto |
| Tristán Suárez   | 0 - 2 | Deportivo Riestra   | Moreno y Fariña   | 28 de agosto |
| Fénix            | 1 - 0 | Ferrocarril Midland | Concepción Arenal | 28 de agosto |

| Ferrocarril Midland | 0 - 0 | Tristán Suárez    | Ciudad de Libertad | 4 de septiembre |
| Deportivo Riestra   | 2 - 1 | Colegiales        | Olavarría y Luna   | 4 de septiembre |
| Luján               | 1 - 1 | Villa San Carlos  | Municipal de Luján | 4 de septiembre |
| Brown de Adrogué    | 3 - 0 | Defensores Unidos | Brown de Adrogué   | 4 de septiembre |

| Defensores Unidos | 0 - 4 | Luján               | Gigante de Villa Fox | 11 de septiembre |
| Villa San Carlos  | 3 - 2 | Deportivo Riestra   | Genacio Sálice       | 11 de septiembre |
| Colegiales        | 1 - 1 | Ferrocarril Midland | Malaver y Posadas    | 11 de septiembre |
| Tristán Suárez    | 1 - 0 | Fénix               | Moreno y Fariña      | 11 de septiembre |

| Fénix               | 1 - 1 | Colegiales        | Concepción Arenal  | 18 de septiembre |
| Ferrocarril Midland | 2 - 0 | Villa San Carlos  | Ciudad de Libertad | 18 de septiembre |
| Deportivo Riestra   | 1 - 1 | Defensores Unidos | Riestra y Lacarra  | 18 de septiembre |
| Luján               | 2 - 2 | Brown de Adrogué  | Municipal de Luján | 18 de septiembre |

| Brown de Adrogué  | 1 - 3 | Deportivo Riestra   | Brown de Adrogué     | 25 de septiembre |
| Defensores Unidos | 2 - 0 | Ferrocarril Midland | Gigante de Villa Fox | 25 de septiembre |
| Villa San Carlos  | 1 - 1 | Fénix               | Genacio Sálice       | 25 de septiembre |
| Colegiales        | 1 - 0 | Tristán Suárez      | Malaver y Posadas    | 25 de septiembre |

| Villa San Carlos  | 3 - 1 | Tristán Suárez      | Genacio Sálice       | 2 de octubre |
| Defensores Unidos | 2 - 1 | Fénix               | Gigante de Villa Fox | 2 de octubre |
| Brown de Adrogué  | 1 - 0 | Ferrocarril Midland | Brown de Adrogué     | 2 de octubre |
| Luján             | 2 - 0 | Deportivo Riestra   | Municipal de Luján   | 2 de octubre |

| Ferrocarril Midland | 0 - 1 | Luján             | Ciudad de Libertad | 9 de octubre |
| Fénix               | 2 - 1 | Brown de Adrogué  | Concepción Arenal  | 9 de octubre |
| Tristán Suárez      | 1 - 2 | Defensores Unidos | Moreno y Fariña    | 9 de octubre |
| Colegiales          | 1 - 0 | Villa San Carlos  | Malaver y Posadas  | 9 de octubre |

| Defensores Unidos | 1 - 0 | Colegiales          | Gigante de Villa Fox | 16 de octubre |
| Brown de Adrogué  | 1 - 2 | Tristán Suárez      | Brown de Adrogué     | 16 de octubre |
| Luján             | 1 - 1 | Fénix               | Leandro N. Alem      | 16 de octubre |
| Deportivo Riestra | 4 - 2 | Ferrocarril Midland | Riestra y Lacarra    | 16 de octubre |

| Fénix            | 4 - 0 | Deportivo Riestra | Concepción Arenal | 23 de octubre |
| Tristán Suárez   | 7 - 0 | Luján             | Moreno y Fariña   | 23 de octubre |
| Colegiales       | 2 - 0 | Brown de Adrogué  | Malaver y Posadas | 23 de octubre |
| Villa San Carlos | 4 - 1 | Defensores Unidos | Genacio Sálice    | 23 de octubre |

| Brown de Adrogué    | 1 - 1 | Villa San Carlos | Brown de Adrogué   | 6 de noviembre |
| Luján               | 1 - 0 | Colegiales       | Municipal de Luján | 6 de noviembre |
| Deportivo Riestra   | 1 - 1 | Tristán Suárez   | Riestra y Lacarra  | 6 de noviembre |
| Ferrocarril Midland | 2 - 1 | Fénix            | Ciudad de Libertad | 6 de noviembre |

| Tristán Suárez    | 3 - 1 | Ferrocarril Midland | Moreno y Fariña      | 13 de noviembre |
| Colegiales        | 2 - 1 | Deportivo Riestra   | Malaver y Posadas    | 13 de noviembre |
| Villa San Carlos  | 2 - 2 | Luján               | Genacio Sálice       | 13 de noviembre |
| Defensores Unidos | 2 - 1 | Brown de Adrogué    | Gigante de Villa Fox | 13 de noviembre |

| Luján               | 3 - 3 | Defensores Unidos | Leandro N. Alem    | 20 de noviembre |
| Deportivo Riestra   | 2 - 0 | Villa San Carlos  | Riestra y Lacarra  | 20 de noviembre |
| Ferrocarril Midland | 1 - 4 | Colegiales        | Ciudad de Libertad | 20 de noviembre |
| Fénix               | 4 - 2 | Tristán Suárez    | Concepción Arenal  | 20 de noviembre |

| Colegiales        | 1 - 1 | Fénix               | Malaver y Posadas    | 27 de noviembre |
| Villa San Carlos  | 5 - 0 | Ferrocarril Midland | Genacio Sálice       | 27 de noviembre |
| Defensores Unidos | 4 - 0 | Deportivo Riestra   | Gigante de Villa Fox | 27 de noviembre |
| Brown de Adrogué  | 2 - 0 | Luján               | Brown de Adrogué     | 27 de noviembre |

| Deportivo Riestra   | 5 - 1 | Brown de Adrogué  | Riestra y Lacarra  | 4 de diciembre |
| Ferrocarril Midland | 2 - 4 | Defensores Unidos | Ciudad de Libertad | 4 de diciembre |
| Fénix               | 4 - 0 | Villa San Carlos  | Concepción Arenal  | 4 de diciembre |
| Tristán Suárez      | 2 - 0 | Colegiales        | Moreno y Fariña    | 4 de diciembre |

## Goleadores[4]
| Pos. | Jugador              | Jugador                  | Goles | Equipo            |
| ---- | -------------------- | ------------------------ | ----- | ----------------- |
| 1    | Bandera de Argentina | Roque Candau             | 20    | Deportivo Armenio |
| 2    | Bandera de Argentina | René San Martín          | 17    | Brown de Adrogué  |
| 2    | Bandera de Argentina | Horacio Orlando Cárdenas | 17    | Argentino (Q)     |
| 3    | Bandera de Argentina | Oscar Tomás López        | 16    | Argentino (Q)     |
| 4    | Bandera de Argentina | Carlos Conde             | 14    | Excursionistas    |
| 4    | Bandera de Argentina | Orlando Giménez          | 14    | Excursionistas    |
| 4    | Bandera de Argentina | Oscar Prioli             | 14    | Deportivo Armenio |
| 5    | Bandera de Argentina | Delfín Benítez Cáceres   | 13    | Fénix             |